# Atsinganosaurus
Atsinganosaurus – rodzaj zauropoda z grupy tytanozaurów (Titanosauria). Żył w późnej kredzie późnej na terenach dzisiejszej Europy. Został opisany w 2010 roku przez Géraldine Garcię i współpracowników w oparciu o fragmentaryczne, lecz dobrze zachowane skamieniałości odkryte w mastrychckich osadach lokalizacji Velaux-La Bastide Neuve w Aix-en-Provence. Od innych późnokredowych tytanozaurów – ampelozaura, lirainozaura i madziarozaura – odróżnia go niespotykana u nich kombinacja cech. Atsinganosaurus jest od nich smuklejszy i prawdopodobnie bardziej bazalny – według autorów może on być bazalnym przedstawicielem kladu Lithostrotia blisko spokrewnionym z malawizaurem. Taka pozycja filogenetyczna oraz brak bliskiego pokrewieństwa z europejskimi tytanozaurami sugeruje, że w późnej kredzie dinozaury w Archipelagu Europejskim migrowały ze wschodu na zachód.